# گنجشک کاسین

گنجشک کاسین (نام علمی: Peucaea cassinii) یک گنجشک با جثه متوسط است.
گسترهٔ این پرنده گنجشک‌سان از غرب نبراسکا تا شمال مرکزی مکزیک است.
در سال ۲۰۱۰، اتحادیه پرنده‌شناسان آمریکا، سردهٔ Peucaea را بر اساس داده‌های ژنتیکی، ریخت‌شناختی و آوایی احیا کرد و گنجشک کاسین را به Peucaea cassinii برگرداند. 
رژیم غذایی این پرنده از حشرات و دانه‌ها تشکیل شده است.